# Ovulariopsis papayae
Ovulariopsis papayae är en svampart som beskrevs av Van der Byl 1921. Ovulariopsis papayae ingår i släktet Ovulariopsis och familjen Erysiphaceae.   Inga underarter finns listade i Catalogue of Life.